# Tutunska banka Skopje
Tutunska banka Skopje (code MBID : TNB) est une banque macédonienne qui a son siège social à Skopje. Elle entre dans la composition du MBID, un indice de la Bourse macédonienne. Tout comme NLB banka Beograd et NLB Razvojna banka Banja Luka, elle fait partie du NLB Group. NLB est un acronyme pour Nova Ljubljanska banka.